# Вулиця Юліана Бачинського (Львів)
Вулиця Юліа́на Бачи́нського — вулиця у Личаківському районі міста Львів, у місцевості Старе Знесіння. Пролягає від вулиці Заклинських до тупика.
У 1933 році вулиця мала назву Цвинтарна бічна (Цментарна бочна), наступного, 1934 року отримала назву вулиця Шварца (у період німецької окупації — Шварцеґассе). У 1950 році вулиці було повернуто стару назву Цвинтарна бічна, з 1963 року по 1992 рік вулиця називалася Пустельникова бічна. Сучасну назву вулиця отримала у 1992 році, на честь українського політичного та громадського діяча Юліана Бачинського.
Вулиця забудована одноповерховими садибами, переважно 1930-х років у стилі конструктивізм.